# نمط أليلي (مناعة)

يؤثر النمط الخيفي على المنطقة ثابتة (المسمى CL وCH1-3 في الرسم البياني).

ينشأ مصطلح النمط الأليلي (بالإنجليزية: allotype)‏ من جذرين يونانيين، آلو التي تعني «الآخر أو المختلف عن القاعدة» وتايبوس التي تعني «علامة». في علم المناعة، يُعرف النمط الأليلي على أنه اختلاف الغلوبولين المناعي (بالإضافة إلى اختلاف الأنماط الإسوية) الموجود بين فئات الأجسام المضادة والمتظاهر عبر تغايرية الغلوبولينات المناعية الموجودة في النوع الفقاري المفرد. تتولى بعض الجينات المشفرة في الخط الجنسي مهمة توجيه بنية سلسلة عديد ببتيد الغلوبولين المناعي والتحكم بها. مع ذلك، أظهرت الاكتشافات بواسطة الطرق الكيميائية والمصلية تعدد أشكال هائل في هذه الجينات. يتجلى تعدد الأشكال بالتالي في بنية الحمض الأميني الكلية الخاصة بسلاسل الأجسام المضادة. قد توجد الحواتم متعددة الأشكال في مناطق الغلوبولين المناعي الثابتة على السلاسل الثقيلة والخفيفة على حد سواء، إذ تختلف من فرد لآخر أو من مجموعة عرقية لأخرى، وقد تظهر في بعض الأحيان كمحددات مستمنعة. قد يؤدي تعرض الفرد لنمط أليلي غير ذاتي إلى إثارة استجابة مضادة للنمط الأليلي، ما قد يتسبب بدوره في مشاكل عديدة، على سبيل المثال، المرضى بعد نقل الدم أو النساء الحوامل. مع ذلك، تجدر الإشارة إلى عدم ظهور جميع اختلافات الحمض الأميني للغلوبولين المناعي كمحددات مسؤولة عن الاستجابة المناعية. قد توجد بعض محددات الأنماط الأليلية هذه في بعض المناطق غير المكشوفة، ما يزيد صعوبة تمييزها مصليًا. في حالات أخرى، يمكن تعويض اختلاف أحد الأنماط الإسوية بواسطة وجود هذه المحددة على نمط إسوي لضد آخر لدى نفس الشخص. يشير هذا إلى إمكانية موازنة النمط الأليلي التباعدي للسلسلة الثقيلة من الجسم المضاد «آي جي جي» من خلال وجود النمط الأليلي هذا على السلسلة الثقيلة من الجسم المضاد «آي جي إيه» من بين أمثلة أخرى، يُطلق عليه بالتالي اسم الاختلاف الألوي الإسوي. اكتُشف عدد كبير من حالات تعدد الأشكال على وجه التحديد في الفئات الفرعية للجسم المضاد «آي جي جي». استُخدم ذلك بشكل عملي في الطب الشرعي واختبارات الأبوة، قبل استبدال بصمة الدنا الحديثة بها.

## تعريف الأنماط الأليلية وتنظيمها لدى الإنسان
وُصفت مصطلحات الأنماط الأليلية البشرية لأول مرة في النظام الأبجدي ثم نُظمت بشكل أكبر في النظام العددي، ويمكن إيجاد كلا النظامين في المنشورات العلمية. على سبيل المثال، يُصنف النمط الأليلي المعبر عنه في منطقة ثابتة للسلسلة الثقيلة على «آي جي جي» بواسطة «جي إم»، أي «الواسم الجيني»، إلى جانب الفئة الفرعية من «آي جي جي» («آي جي جي 1 – إيه جي 1 إم» و«آي جي جي 2 – إيه جي 2 إم») ورقم النمط الأليلي أو الحرف الخاص به [«جي 1 إم 1 / جي 1 إم (إيه)]. تُصنف تعددية الأشكال داخل «آي جي إيه» بطريقة مماثلة لتمييز «إيه 2 إم» (على سبيل المثال، «إيه 2 إم 1 / 2» وحالات تعدد أشكال المنطقة الثابتة من سلاسل كابا الخفيفة مثل «كيه إم» (على سبيل المثال، «كيه إم 1»). على الرغم من وجود العديد من الأنماط الإسوية من سلاسل لامبدا المعروفة المتعددة، لم تُسجل أي حالة تعدد أشكال مصلية لسلاسل لامبدا.
يُعبر عن جميع الأنماط الأليلية المذكورة سابقًا في مناطق ثابتة من الغلوبولين المناعي. ترتبط الجينات المسؤولة عن تشفير بنية المناطق الثابتة من السلاسل الثقيلة بشكل وثيق مع بعضها البعض، إذ تنتقل معًا بشكل وراثي بوصفها نمط فرداني واحد مع عدد منخفض من التعابر. حدثت بعض حالات التعابر خلال تطور الإنسان ما أدى إلى ظهور العديد من الأنماط الفردانية المميزة للمجموعات السكانية الحالية وبروز أهمية نظام النمط الأليلي في الدراسات السكانية.,